# Giải Indira Gandhi
Giải Indira Gandhi hoặc Giải Hòa bình Indira Gandhi hoặc Giải Indira Gandhi cho Hòa bình, Giải trừ quân bị và Phát triển là một giải thưởng uy tín của Ấn Độ dành cho các cá nhân hoặc tổ chức nhằm công nhận những nỗ lực sáng tạo hướng tới việc thúc đẩy hòa bình quốc tế, sự phát triển và một trật tự kinh tế quốc tế mới, đảm bảo rằng những khám phá khoa học được sử dụng vì lợi ích lớn hơn của nhân loại, và mở rộng phạm vi của tự do.
Giải thưởng gồm một khoản tiền mặt là 2.500.000 rupee Ấn Độ và một trích dẫn. Một tác phẩm viết, để có đủ điều kiện được xem xét, phải là tác phẩm đã được xuất bản. Ban giám khảo gồm "Hội Tưởng niệm Indira Gandhi" bao gồm các nhân vật quốc gia và quốc tế nổi tiếng trong đó có cả các người đã được trao giải này trước đây.
Người nhận giải được lựa chọn từ một danh sách các ứng viên quốc gia và quốc tế. Giải này được trao hàng năm.

## Những người được trao giải
| Năm  | Người/tổ chức nhận giải                                                  | Hình                 | Sinh / Từ trần | Quốc gia/Tổ chức  | Mô tả                                                                  |
| ---- | ------------------------------------------------------------------------ | -------------------- | -------------- | ----------------- | ---------------------------------------------------------------------- |
| 1986 | Parliamentarians for Global Action (Những nghị sĩ vì Hoạt động toàn cầu) |                      | thành lập 1978 |                   | Tổ chức các nghị sĩ quốc tế                                            |
| 1987 | Mikhail Sergeyevich Gorbachyov                                           |                      | sinh 1931      | Liên bang Xô Viết | Cựu lãnh đạo Liên bang Xô Viết                                         |
| 1988 | Gro Harlem Brundtland                                                    |                      | sinh 1939      | Na Uy             | Cựu thủ tướng Na Uy                                                    |
| 1989 | Quỹ Nhi đồng Liên Hợp Quốc                                               |                      | thành lập 1946 | Liên Hợp Quốc     | Quỹ Nhi đồng Liên Hợp Quốc                                             |
| 1990 | Sam Nujoma                                                               |                      | sinh 1929      | Namibia           | Tổng thống Namibia đầu tiên                                            |
| 1991 | Rajiv Gandhi                                                             |                      | 1944 – 1991    | Ấn Độ             | Cựu thủ tướng Ấn Độ (truy tặng)                                        |
| 1992 | Saburo Okita                                                             |                      | 1914 - 1993    | Nhật Bản          | Nhà kinh tế học Nhật Bản                                               |
| 1993 | Václav Havel                                                             |                      | 1936 – 2011    | Cộng hòa Séc      | Tổng thống Cộng hòa Séc thứ nhất                                       |
| 1994 | Trevor Huddleston                                                        |                      | 1913 - 1998    | Vương quốc Anh    | Nhà hoạt động chống Apartheid                                          |
| 1995 | Olusegun Obasanjo                                                        |                      | sinh 1937      | Nigeria           | Tổng thống Nigeria thứ 12                                              |
| 1996 | Bác sĩ không biên giới                                                   | Tập tin:Msf logo.png | thành lập 1971 | Pháp              | Tổ chức tự nguyện                                                      |
| 1997 | Jimmy Carter                                                             |                      | sinh 1924      | Hoa Kỳ            | Tổng thống Hoa Kỳ thứ 39                                               |
| 1998 | Muhammad Yunus                                                           |                      | sinh 1940      | Bangladesh        | Người sáng lập Ngân hàng Grameen                                       |
| 1999 | M S Swaminathan                                                          |                      | sinh 1925      | Ấn Độ             | INhà khoa học Nông nghiệp Ấn Độ                                        |
| 2000 | Mary Robinson                                                            |                      | sinh 1944      | Ireland           | Tổng thống Ireland thứ 7                                               |
| 2001 | Sadako Ogata                                                             |                      | sinh 1927      | Nhật Bản          | Cựu Cao ủy Liên Hợp Quốc về người tị nạn                               |
| 2002 | Shridath Ramphal                                                         |                      | sinh 1928      | Guyana            | Tổng thư ký khối Thịnh vượng chung thứ hai                             |
| 2003 | Kofi Annan                                                               |                      | sinh 1938      | Ghana             | Tổng Thư ký Liên Hợp Quốc thứ 7                                        |
| 2004 | Maha Chakri Sirindhorn                                                   |                      | sinh 1955      | Thái Lan          | Công chúa Thái Lan                                                     |
| 2005 | Hamid Karzai                                                             |                      | sinh 1957      | Afghanistan       | Tổng thống Afghanistan thứ nhất                                        |
| 2006 | Wangari Maathai                                                          |                      | 1940 - 2011    | Kenya             | Nhà hoạt động chính trị và môi trường                                  |
| 2007 | Quỹ Bill & Melinda Gates                                                 |                      | thành lập 1994 | Hoa Kỳ            | Quỹ Từ thiện                                                           |
| 2008 | Mohamed ElBaradei                                                        |                      | sinh 1942      | Ai Cập            | Tổng Giám đốc thứ tư của IAEA                                          |
| 2009 | Sheikh Hasina                                                            |                      | sinh 1947      | Bangladesh        | Thủ tướng Bangladesh                                                   |
| 2010 | Luiz Inacio Lula da Silva                                                |                      | sinh 1945      | Brasil            | cựu tổng thống Brazil                                                  |
| 2011 | Ela Bhatt                                                                |                      | sinh 1933      | Ấn Độ             | người sáng lập SEWA                                                    |
| 2012 | Ellen Johnson Sirleaf                                                    |                      | sinh 1938      | Liberia           | tổng thống Liberia                                                     |
| 2013 | Angela Merkel                                                            |                      | sinh 1954      | Đức               | Thủ tướng Đức                                                          |
| 2014 | Tổ chức nghiên cứu không gian Ấn Độ                                      |                      | thành lập 1969 | Ấn Độ             | Cơ quan vũ trụ Ấn Độ                                                   |
| 2015 | Cao ủy Liên Hợp Quốc về người tị nạn                                     |                      | thành lập 1950 | LHQ               | Cao ủy Liên Hợp Quốc về người tị nạn                                   |
| 2017 | Manmohan Singh                                                           |                      | sinh 1932      | Ấn Độ             | Cựu Thủ tướng, Bộ trưởng Tài chính và Thống đốc Ngân hàng Dự trữ Ấn Độ |
| 2018 | Trung tâm Khoa học và Môi trường                                         |                      |                | Ấn Độ             | nghiên cứu độc lập và vận động nghĩ bể                                 |